# Brumaire
Brumaire was de tweede maand van de Franse republikeinse kalender; brumaire betekent: nevelmaand.
Vergeleken met de gregoriaanse kalender begon de maand op 22, 23 of op 24 oktober en eindigde op 20, 21 of 22 november.
|          |
| Primidi  |
| Duodi    |
| Tridi    |
| Quartidi |
| Quintidi |
| Sextidi  |
| Septidi  |
| Octidi   |
| Nonidi   |
| Décadi   |

| décade 1 |                          |
| 1        | Pomme (Appel)            |
| 2        | Céleri (Snijselderij)    |
| 3        | Poire (Peer)             |
| 4        | Betterave (Biet)         |
| 5        | Oie (Gans)               |
| 6        | Héliotrope (Heliotroop)  |
| 7        | Figue (Vijg)             |
| 8        | Scorsonère (Schorseneer) |
| 9        | Alisier (Elsbes)         |
| 10       | Charrue (Ploeg)          |

| décade 2 |                          |
| 11       | Salsifis (Morgenster)    |
| 12       | Macre (Waternoot)        |
| 13       | Topinambour (Aardpeer)   |
| 14       | Endive (Witlof)          |
| 15       | Dindon (Kalkoen)         |
| 16       | Chervis (Suikerwortel)   |
| 17       | Cresson (Waterkers)      |
| 18       | Dentelaire (Mannentrouw) |
| 19       | Grenade (Granaatappel)   |
| 20       | Herse (Eg)               |

| décade 3 |                                  |
| 21       | Bacchante (Asarum baccharis)     |
| 22       | Azarole (Azarooldoorn)           |
| 23       | Garance (Meekrap)                |
| 24       | Orange (Sinaasappel)             |
| 25       | Faisan (Fazant)                  |
| 26       | Pistache                         |
| 27       | Macjonc (Aardaker)               |
| 28       | Coing (Kweepeer)                 |
| 29       | Cormier (Peervormige lijsterbes) |
| 30       | Rouleau (Wals)                   |

|                       |
| Republikeinse tijd:   |
| 0:44:14               |
| Midden-Europese tijd: |
| 01:54:13              |

## De 18de Brumaire en de Bonapartes
De maand Brumaire heeft een van de bekendste data van de Franse Revolutie opgeleverd. Op 18 Brumaire van het jaar VIII (oftewel 9 november 1799) pleegde Napoleon Bonaparte een staatsgreep tegen het Directoire en verving het Directoire door het Consulaat. Deze daad werd beschouwd als een keerpunt van de Franse Revolutie en een grote stap in de richting van een militaire dictatuur. Toen Louis Bonaparte op 2 december 1851 een coup pleegde, vergeleek Karl Marx deze daad met de staatsgreep van zijn oom Napoleon I in zijn boek Der achzehnte Brumaire des Louis Bonaparte.
| I | II | III | V | VI | VII |

| Oktober | 1792 | 1793 | 1794 | 1796 | 1797 | 1798 | November |

| I | II | III | V | VI | VII |

| Oktober | 1792 | 1793 | 1794 | 1796 | 1797 | 1798 | November |

| IV | VIII | IX | X | XI | XIII | XIV |

| Oktober | 1795 | 1799 | 1800 | 1801 | 1802 | 1804 | 1805 | November |

| IV | VIII | IX | X | XI | XIII | XIV |

| Oktober | 1795 | 1799 | 1800 | 1801 | 1802 | 1804 | 1805 | November |

| XII |

| Oktober | 1803 | November |

| XII |

| Oktober | 1803 | November |